# ثيا كانو
ثيا كانو (بالإنجليزية: Thea Kano)‏ هي موزعة أمريكية، ولدت في 1 أغسطس 1965.

## وصلات خارجية
- الموقع الرسمي